# Affieux
Affieux är en kommun i departementet Corrèze i regionen Nouvelle-Aquitaine i de centrala delarna av Frankrike. Kommunen ligger  i kantonen Treignac som tillhör arrondissementet Tulle. År 2022 hade Affieux 376 invånare.

## Befolkningsutveckling
Antalet invånare i kommunen Affieux
Referens:INSEE